# Alyxandria Treasure
Alyxandria Treasure (ur. 15 maja 1992 w Prince George) – kanadyjska lekkoatletka specjalizująca się w skoku wzwyż.
W 2009 zajęła 11. miejsce na mistrzostwach świata juniorów młodszych w Bressanone. Srebrna medalistka mistrzostw panamerykańskich juniorów w Miramar (2011). W 2014 zdobyła złoto na młodzieżowych mistrzostwach NACAC. Rok później zajęła 7. miejsce na igrzyskach panamerykańskich w Toronto. Siedemnasta zawodniczka igrzysk olimpijskich w Rio de Janeiro (2016).
Złota medalistka mistrzostw Kanady. Stawała na podium mistrzostw NCAA.
Rekordy życiowe: stadion – 1,94 (18 sierpnia 2016, Rio de Janeiro); hala – 1,90 (16 lutego 2018, Ann Arbor).

## Osiągnięcia
| Rok  | Impreza                               | Miejsce        | Lokata            | Wynik (m) |
| ---- | ------------------------------------- | -------------- | ----------------- | --------- |
| 2009 | Mistrzostwa świata juniorów młodszych | Bressanone     | 11. miejsce       | 1,75      |
| 2010 | Mistrzostwa świata juniorów           | Moncton        | el. – 29. miejsce | 1,70      |
| 2011 | Mistrzostwa panamerykańskie juniorów  | Miramar        | 2. miejsce        | 1,80      |
| 2014 | Młodzieżowe mistrzostwa NACAC         | Kamloops       | 1. miejsce        | 1,85      |
| 2015 | Igrzyska panamerykańskie              | Toronto        | 7. miejsce        | 1,85      |
| 2016 | Letnie Igrzyska Olimpijskie           | Rio de Janeiro | 17. miejsce       | 1,88      |
| 2017 | Mistrzostwa świata                    | Londyn         | el. – 21. miejsce | 1,85      |
| 2018 | Igrzyska Wspólnoty Narodów            | Gold Coast     | 4. miejsce        | 1,91      |